# Spaccanapoli
Spaccanapoli je ravna i uska glavna ulica koja prolazi starim, povijesnim središtem grada Napulja u Italiji. Naziv je popularan i doslovno znači "napuljski cjepač". Naziv je dobio po tome što je jako dugačak i odozgo kao da dijeli taj dio grada.
Ova ulica je donja (Decumanus Inferiore) i najjužnija od tri decumanusa, ili ulice istok-zapad, mreže izvornog grčko-rimskog grada Neapolisa. Središnji glavni Decumanus Maggiore sada je Via dei Tribunali; dok je najsjeverniji ili gornji Decumanus Superiore sada via Anticaglia i Via della Sapienza. Tri dekumana bila su (i još uvijek jesu) ispresijecana brojnim križnim ulicama koje su se protezale sjever-jug zvane cardini, zajedno tvoreći mrežu drevnog grada.
Danas ulica službeno počinje na Piazza Gesù Nuovo i službeno se zove Via Benedetto Croce. Krećući se prema istoku, ulica mijenja ime u Via S. Biagio dei Librai, a zatim prelazi ulicu Via Duomo (nazvanu po napuljskoj katedrali) i izlazi izvan granica starog središta grada.
Spaccanapoli je glavno šetalište za turiste jer omogućuje pristup brojnim važnim znamenitostima grada. To uključuje:
- Santa Chiara
- Sveta Marta
- San Biagio Maggiore
- Santi Filippo e Giacomo
- San Francesco delle Monache
- San Domenico Maggiore
- Palazzo Venezia
- Palazzo Petrucci (it)
- Palazzo Pinelli (it)
- Palazzo Carafa della Spina[1]
- Palazzo del Panormita
- Palazzo Filomarino della Rocca (it)
- Palazzo di Sangro
- Palazzo di Sangro di Casacalenda
- Palazzo Marigliano
- Piazzetta Nilo s kipom Boga Nila
- Palazzo Monte di Pietà

## Vanjske poveznice
|  | Zajednički poslužitelj ima još gradiva o temi Spaccanapoli |